# Rettungsboot (Ausrüstung)

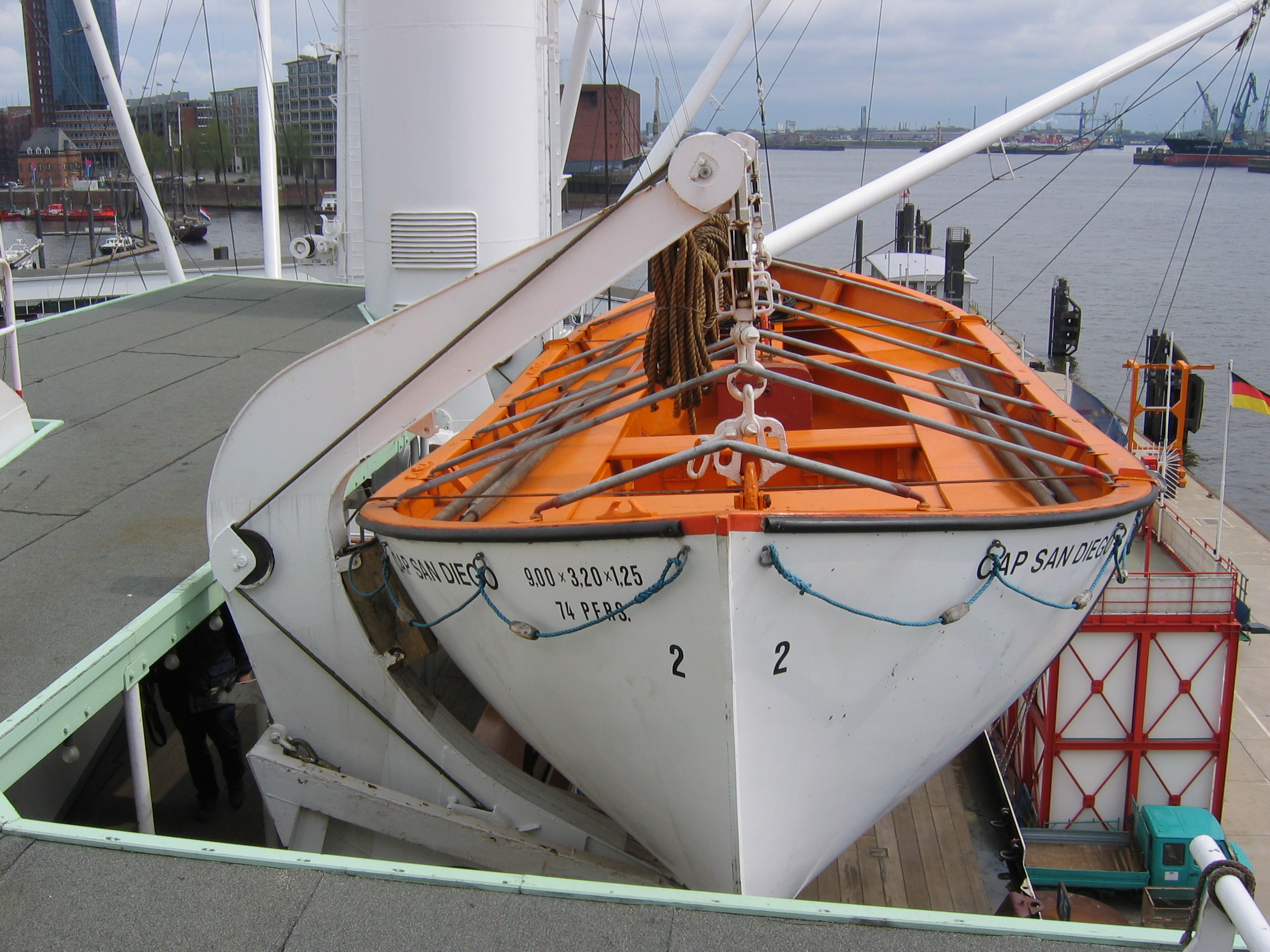
Rettungsboot (für 74 Personen) auf der Cap San Diego

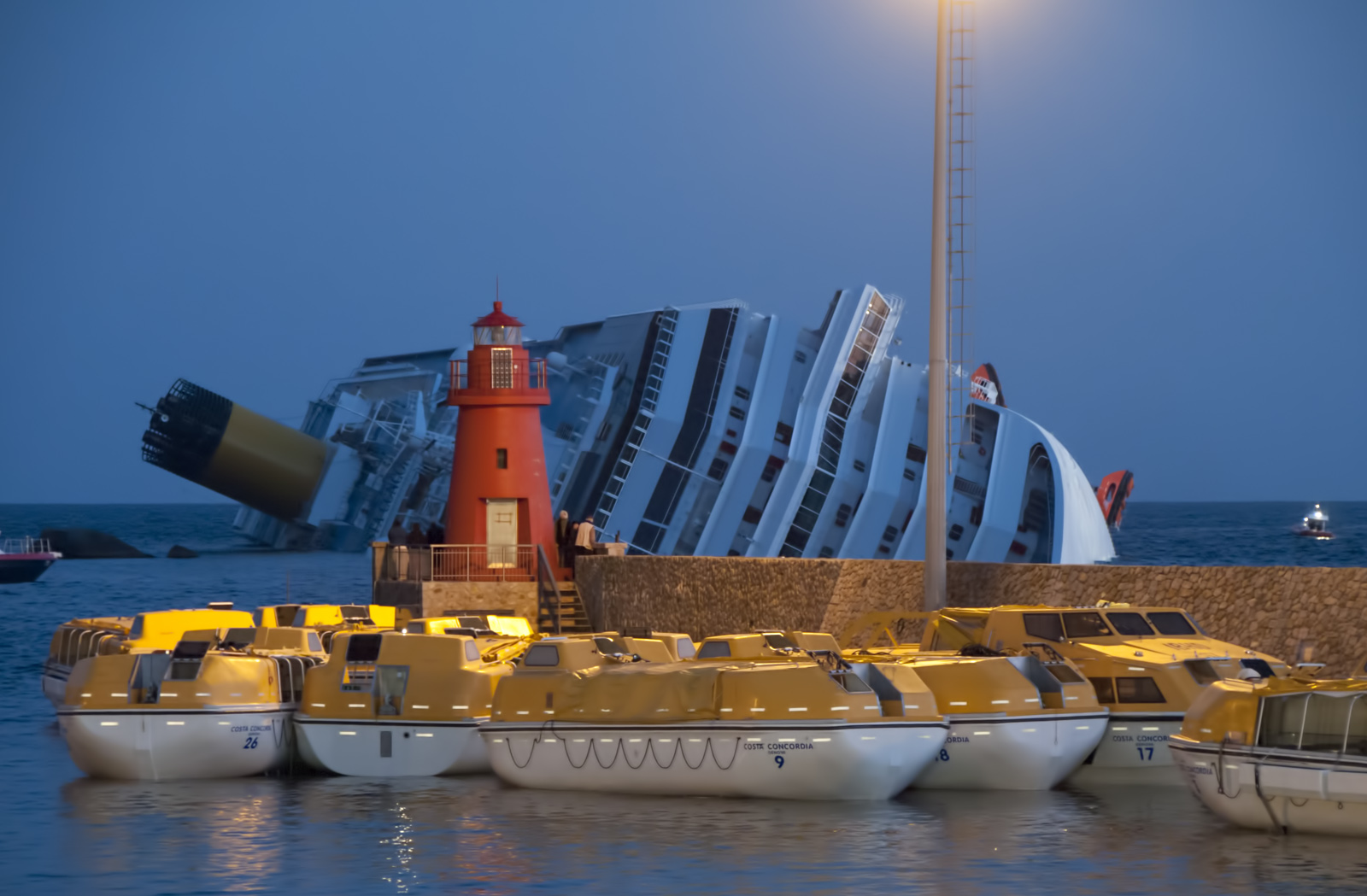
Rettungsboote der Costa Concordia

Ein Rettungsboot ist das wichtigste kollektive Rettungsmittel auf Schiffen. Es kann schnell über eine spezielle Aussetzvorrichtung zu Wasser gelassen werden. Rettungsboote sind mit Einrichtungen und Ausrüstungen versehen, die den verunglückten Besatzungen und Passagieren von Schiffen Schutz bieten und ihr Überleben bis zum Eintreffen von Hilfe gewährleisten sollen. Zu den kollektiven Rettungsmitteln zählen auch Rettungsflöße oder Rettungsinseln. Diese werden im Bedarfsfall mit Druckluft aufgeblasen. Rettungskragen werden zu den individuellen Rettungsmitteln gezählt.
An Bord von Seeschiffen werden im Optimalfall Rettungsboote in ausreichender Zahl, mit ausreichender Kapazität mitgeführt. Bei einem Schiffsuntergang oder anderen für die Menschen an Bord lebensbedrohlichen Situationen sollen diese sich in die Rettungsboote zurückziehen und den Gefahrenbereich verlassen können. Seit der ersten SOLAS-Übereinkunft infolge des Unterganges der Titanic wurden Regeln und Empfehlungen für die Zahl, Größe und Ausstattung von Rettungsbooten an Bord von Seeschiffen der Handelsschifffahrt aufgestellt.

## Ausrüstung

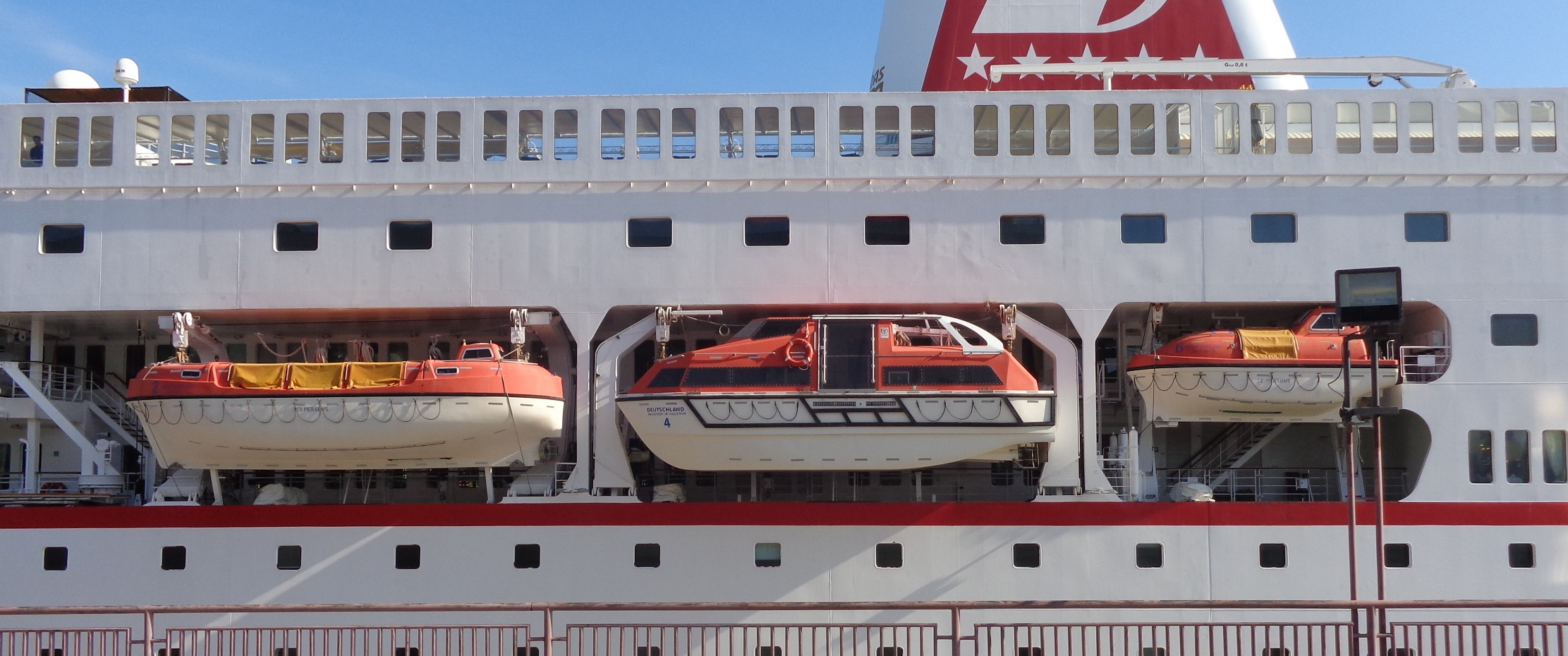
Rettungsboote des Kreuzfahrtschiffs Deutschland

In einem Rettungsboot müssen die von der Internationalen Seeschifffahrts-Organisation (IMO) vorgeschriebenen Gegenstände zur Fortbewegung, zum Bemerkbarmachen und zum Schutz und Überleben der Bootsinsassen vorhanden sein. Dazu gehören Hilfsmittel zum Fortbewegen des Rettungsbootes, schwimmfähige Riemen, Reserveriemen und Steuereinrichtungen wie Ruder und Pinne, eine Besegelung (bei offenen Booten), Szepter (Dollen), ein Bootshaken, ein Ösfass, zwei Pützen (Eimer), Kappbeile, eine Sturmlaterne mit Öl, wasserdicht verpackte Zündhölzer, ein Kompass, ein Treibanker, Sicherheits- und Fangleinen, ein Ölbehälter, Seenotproviant, Trinkwasserbehälter mit vorgeschriebener Menge Inhalt, Schöpf- und Trinkbecher, Fallschirmraketen, schwimmende orange Rauchsignale, eine Erste-Hilfe-Ausrüstung, eine Taschenlampe, ein Tagessignalspiegel, Messer mit Dosenöffner, Wurfleinen, eine Signalpfeife, Angelgerät, eine Tafel mit Rettungssignalen und Erläuterungen für das Verhalten im Notfall und ein Schutzbezug (offene Boote). Motorgetriebene Boote führen keine Masten und Besegelung mit. Auch die Anzahl der Riemen ist reduziert.
Zu den wichtigsten Ausrüstungsgegenständen gehören Rettungsbootnotsender in verschiedenen Formen.
Für das Einsatzgebiet angepasste Funkgeräte dienen sowohl der Meldung einer Gefahr als auch der Koordinierung eines Rettungseinsatzes. Während im Bereich der Küsten und Meere ein Seefunkgerät unabdingbar ist, müssen Rettungsboote auf Binnengewässern mit einem für den Binnenschifffahrtsfunk zugelassenen Funkgerät ausgerüstet sein. Dies sind Funkgeräte die eine automatische ATIS-Kennung nach der Sendung eines Funkspruches aussenden und damit die Identifikation der Funkstelle ermöglichen (siehe auch Regionale Vereinbarung über den Binnenschifffahrtsfunk).

## Bootstypen

Modernes Freifallrettungsboot

Aus den ursprünglich geruderten offenen hölzernen Rettungsbooten haben sich vielfältige moderne, oft motorisierte Varianten mit Strahl- oder Schraubenantrieb entwickelt, wie beispielsweise das Freifallrettungsboot. Ab den 1960er Jahren setzten sich schrittweise Boote aus glasfaserverstärktem Kunststoff (GFK) durch.
Rettungsboote haben eine vorgeschriebene Bauart und dürfen eine bestimmte Masse und Abmessung nicht überschreiten.
Es gibt zwei verschiedene Typen von Rettungsbooten, die einen für Frachtschiffe, die anderen für Tankschiffe. Wenn der Flammpunkt der Ladung unterhalb einer Temperatur von 60 °C liegt und die Ladung giftige Gase abgibt, ist ein Rettungsboot mit unabhängiger Luftversorgung und Feuerschutz laut SOLAS vorgeschrieben.
Die geschlossenen Rettungsboote hatten ihren Ursprung in einer Idee und genauen Beobachtung des Schiffbauingenieurs Ernst Nicol. Die ersten geschlossenen Rettungsboote auf deutschen Seeschiffen wurden 1957 auf den beiden Schüttgutfrachtern Praunheim und Berkersheim der Unterweser Reederei installiert. In Wesermünde baute Gustav Kuhr die ersten geschlossenen und unsinkbaren Rettungsboote.

## Sonderformen
Zu den Rettungsbooten gehören auch die durch Druckluft bei Bedarf aufgeblasenen Rettungsinseln. Sie finden in der Freizeitschifffahrt verbreitet Verwendung, wo der Platz für ein vollwertiges Rettungsboot nicht vorhanden ist. Im Gegensatz zu den Tendern größerer Seeschiffe können diese Rettungsinseln ausschließlich im Notfall eingesetzt werden, da sie sich nach dem Auslösen (mittels einer Reißleine) nicht wieder zusammenfalten lassen. Es gibt auch aufblasbare Einmannrettungsboote mit Heizung und Signalfarbe.
Neben den klassischen Rettungsbooten werden auch spezielle U-Boote zur Rettung Überlebender aus havarierten militärischen U-Booten eingesetzt, z. B. die russische Pris-Klasse.

## Verlassen des Schiffes
Der Kapitän ist dafür verantwortlich, den Befehl zum Verlassen des Schiffes zu geben, falls er der Ansicht ist, dass dies notwendig ist. Er wird diese Entscheidung in der Regel nur im äußersten Notfall treffen. Gemäß internationalem Recht ist der Kapitän für Besatzung und Passagiere bis zuletzt verantwortlich und muss die Rettungsaktion überwachen und koordinieren. Ein gewissenhafter Kapitän verlässt das Schiff als letzter. Es gibt mehrere Gründe, auf einem noch schwimmfähigen Schiff so lange wie möglich zu bleiben, auch wenn es schwer beschädigt ist. Dort sind deutlich mehr Vorräte vorhanden, als in die Rettungsinsel verbracht werden können, eventuell kann man die Situation auch mit vorhandenem Werkzeug verbessern, etwa indem man ein behelfsmäßiges Segel setzt. Außerdem ist man im Inneren einer Yacht besser vor dem Wetter geschützt als in einer Rettungsinsel mit schlechter Isolierung. Eine Yacht ist für Rettungsteams deutlich besser zu sehen als eine Rettungsinsel. Bei der Fastnet-Regatta von 1979 starben beispielsweise 15 Segler, sieben davon, nachdem sie eine Rettungsinsel bestiegen hatten. Von 24 aufgegebenen Yachten sanken schließlich nur fünf.

## Historisches
Der englische Kapitän Frederick Marryat entwickelte 1820 ein Rettungsboot, für dessen Entwurf er eine Goldmedaille der Royal Humane Society bekam. Das Prinzip und die Ausführung des mit 16 Ruderriemen sowie zusätzlichen Luftkammern und Korkeinlagen besonders schwimmfähig ausgelegten Bootes für etwa 60 Personen sind ausführlicher beschrieben in Dodsley’s Annual Register. Ein Modell des Bootes ist im National Maritime Museum in Greenwich, London, ausgestellt.
Die Erfinderin Maria Beasley entwickelte mehrere Varianten eines Rettungsbootes. Auf eine von ihnen erhielt sie im Jahr 1882 in den USA und auch in Großbritannien ein Patent. Die von ihr entwickelten Rettungsboote wurden unter anderem auf der Titanic verwendet.
Im Jahr 1904 entwickelte Ole Brude ein vollkommen geschlossenes Rettungsboot.
Nach dem Untergang der Titanic setzte der Industrielle Aron Hirsch im April 1912 einen Preis von 20.000 Mark aus, der demjenigen versprochen wurde, der ein Rettungsboot konstruiere, das „mindestens 24 Stunden lang seetüchtig“ und „binnen einer halben Minute gebrauchsfertig“ sein sollte. Hirschs Preis ist nie vergeben worden.
Palfinger Marine entwickelte 2017 für Kreuzfahrtschiffe das Rettungsboot MPC 49 mit zwei Decks und 440 Personen Kapazität.